# Når solen skinner
Når solen skinner (Deens voor Als de zon schijnt) is een compositie van Niels Gade. Het is een toonzetting van een gedicht van Ulrich Peter Overby, pseudoniem van Johannes Barner. De beginregel Stæren sad på Kviste betekent Spreeuwen zitten op een tak.

## Tekst
Stæren sad på kviste;
Bladene gav ly;
Alle fugle vidste
Den nyhed i vor by,
At gøgen havde kukket
På skovens grønne tag,
At bølgen havde vugget
Den unge sommerdag.

Rosenknoppen vilde
Gennem Duggen se
Morgensolen spille
På alle Blomsterne;
Ja, vårens friske Sange
Blev til en Harmoni,
Og blomstret vilde fange
Den fulde melodi.

Vintrens lagen brister,
Sommersolens skin
Bævende sig lister
I sjæl og hjerte ind.
Vil håbet trofast vente
En vinter barsk og lang,
Skal solen engang hente
Det frem til lys og sang.